# Asiatici bogați și nebuni (film)
Asiatici bogați și nebuni (în engleză Crazy Rich Asians) este un film de comedie romantică-dramă regizat de Jon M. Chu, pronind de la un scenariu de Peter Chiarelli și Adele Lim, bazat pe romanul cu același nume de Kevin Kwan din 2013. În rolurile principale joacă Constance Wu, Henry Golding, Gemma Chan, Lisa Lu, Awkwafina, Ken Jeong, și Michelle Yeoh. Povestea este cea a unui profesor chinez-american care călătorește pentru a cunoaște familia prietenei sale și care este surprins să descopere că aceștia sunt printre cele mai bogate persoane din Singapore.
Filmul a fost anunțat în august 2013, după ce drepturile de carte au fost achiziționate. O mare parte a distribuției a semnat în primăvara anului 2017, iar filmările au avut loc în perioada aprilie-iunie a aceluiași an, în părți din Malaiezia și Singapore. Acesta este primul film al unui mare studio de la Hollywood, de la The Joy Luck Club în 1993, în care în rolurile principale sunt majoritar actori de origine asiatică într-un cadru modern. În ciuda acestui fapt lăudabil, filmul a primit unele critici pentru utilizarea de actori birasiali în anumite roluri. Alte critici au fost îndreptate către faptul că nu conține alte grupuri etnice din Singapore—în special în actori malay și indieni—ca personaje.
Asiatici bogați și nebuni a avut premiera pe 7 august 2018 la TCL Chinese Theatre din Los Angeles și a fost lansat în cinematografele din Statele Unite pe data de 15 august 2018 de către Warner Bros. Filmul a primit recenzii pozitive din partea criticilor, cu laude pentru actorie, producție și design de costume. Filmul a avut încasări de peste 238 milioane dolari în întreaga lume, devenind comedia romantică cu cele mai mari încasări din ultimul deceniu. Filmul a primit numeroase premii, inclusiv nominalizări la a 76-a ediție a Premiilor Globul de Aur pentru Cel Mai Bun film – Muzical sau Comedie și Cea Mai Bună Actriță – Film de Comedie sau Musical pentru Wu. De asemenea, a primit patru nominalizări la 24 Critics' Choice Awards, câștigând unul pentru Cea Mai Bună Comedie, și premiul Screen Actors Guild Award pentru Performanțe Remarcabile de către o Distribuție într-un Film la a 25-a ediție a Screen Actors Guild Awards. Două continuări sunt în prezent în dezvoltare.

## Distribuție
- Constance Wu ca Rachel Chu, prietena lui Nick și fiica lui Kerry[6]
- Henry Golding ca Nicholas "Nick" Young, prietenul lui Rachel și fiul lui Phillip și Eleanor[7][8]
- Michelle Yeoh ca Eleanor Sung-Young, mama dominatoare a lui Nick și soția lui Phillip[9]
- Gemma Chan ca Astrid Young-Teo, verișoara lui Nick și soția lui Michael[10][note 1]
- Lisa Lu ca Shang Su Yi, bunica lui Nick și matriarha familiei[13]
- Awkwafina ca Goh Peik Lin, carismatica confidentă a lui Rachel și fiica lui Wye Mun[14]
- Ken Jeong ca Goh Wye Mun, tatăl bogat al lui Peik Lin[15]
- Sonoya Mizuno ca Araminta Lee, logodnicul lui Colin[16]
- Chris Pang ca Colin Khoo, cel mai bun prieten din copilărie al lui Nick și logodnicul lui Araminta[17]
- Jimmy O. Yang ca Bernard Tai, fiul lui Carol și fostul coleg al lui Nick și Colin[17]
- Ronny Chieng ca Eddie Cheng, vărul lui Nick și Astrid și soțul lui Fiona din Hong Kong[17]
- Remy Hii ca Alistair Cheng, fratele lui Eddie și verișorul lui Nick și Astrid din Taiwan[13]
- Nico Santos ca Oliver T'sien, văr de-al doilea al lui Nick[17]
- Jing Lusi ca Amanda "Mandy" Ling, vedetă din Manhattan vedetă și fosta iubită a lui Nick[18]
- Pierre Png ca Michael Teo, soțul lui Astrid[17]
- Fiona Xie ca Kitty Pong, prietena lui Alistair și vedetă de telenovelă din Taiwan[19]
- Victoria Loke ca Fiona Tung-Cheng, soția lui Eddie din Hong Kong[20]
- Janice Koh ca Felicity Young, mama lui Astrid și copilul cel mai mare al lui Su Yi[note 1]
- Amy Cheng ca Jacqueline Ling, moștenitoarea și mama lui Mandy și prietena lui Eleanor[21]
- Koh Chieng Mun ca Neena Goh, mama lui Peik Lin[22]
- Tan Kheng Hua ca Kerry Chu, mama lui Rachel[23]
- Selena Tan ca Alexandra 'Alix' Young-Cheng, cel mai mic copil al lui Su Yi[23]
- Kris Aquino ca Prințesa Intan, o prințesă malaeziană[23]
- Tumurbaatar Enkhtungalag ca Nadine Shao, unul dintre cei mai buni prieteni ai lui Eleanor[24]
- Carmen Soo ca Francesca Shaw, fosta prietenă snoabă a lui Nick Young[25]
- Constance Lau ca Celine "Radio One Asia" Lim, gossiper și membru al Radio Unul Asia[18]
- Peter Carroll ca Domnul Calthorpe, proprietarul London Calthorpe Hotel[26]
- Daniel Jenkins ca Reginald Ormsby, manager la London Calthorpe Hotel[26]
- Harry Shum Jr. ca Charlie Wu, fostul logodnic al lui Astrid[27]

Autorul romanului Crazy Rich Asians, Kevin Kwan, are o apariție cameo în timpul secvenței  Radio One Asia. Kina Grannis apare în timpul secvenței nunții drept cântăreață.